# 1991-es Formula–1 belga nagydíj
A belga nagydíj volt az 1991-es Formula–1 világbajnokság tizenegyedik futama, melyet augusztus 25-én Spa-Francorchampsban tartottak meg.

## Futam
A belga nagydíjon Bertrand Gachot nem tudott részt venni, mivel Nagy-Britanniában gázspray-vel lefújt egy taxisofőrt, emiatt börtönbe került, helyére a Jordannél Michael Schumachert ültették be. Az időmérő edzésen Senna végzett az élen Prost, Mansell és Berger előtt, de a meglepést az újonc Schumacher 7. helye jelentette. A rajtnál Senna megvédte első helyét. A rajtnál egy helyet előrelépő Schumacher az Eau Rouge kanyar végén kuplunghibával kiállt.
Prost a 3. körben üzemanyagszivárgás miatt kiállt, ezután Mansell próbálta támadni Sennát, akit a boxkiállások után meg is előzött. A brit a kiállás nélküli taktikát választó Alesi és Senna előtt vezetett, amikor elektronikai hiba miatt kiesett, majd a 31. körben Alesi motorja is meghibásodott. Így a vezető Senna mögött Piquet, Patrese és de Cesaris haladt. A futam végén Piquet elkezdett visszaesni a mezőnyben, Berger is megelőzte. Patresének váltóproblémája akadt, így ő is visszaesett. De Cesaris 2 másodperccel Senna mögött, a második helyen autózott, amikor kiesett motorhiba miatt. Az első két helyen így a McLaren-Hondák végeztek Senna-Berger sorrendben Piquet, Moreno, Patrese és Mark Blundell előtt.
|         | Rsz. | Versenyző          | Csapat             | Körök | Idő/Kiesések        | Rajthely | Pontok |
| ------- | ---- | ------------------ | ------------------ | ----- | ------------------- | -------- | ------ |
| 1       | 1    | Ayrton Senna       | McLaren-Honda      | 44    | 1:27:17,669         | 1        | 10     |
| 2       | 2    | Gerhard Berger     | McLaren-Honda      | 44    | + 1,901             | 4        | 6      |
| 3       | 20   | Nelson Piquet      | Benetton-Ford      | 44    | + 32,176            | 6        | 4      |
| 4       | 19   | Roberto Moreno     | Benetton-Ford      | 44    | + 37,310            | 8        | 3      |
| 5       | 6    | Riccardo Patrese   | Williams-Renault   | 44    | + 57,187            | 17       | 2      |
| 6       | 8    | Mark Blundell      | Brabham-Yamaha     | 44    | + 1:40,035          | 13       | 1      |
| 7       | 12   | Johnny Herbert     | Lotus-Judd         | 44    | + 1:44,599          | 21       |        |
| 8       | 21   | Emanuele Pirro     | Dallara-Judd       | 43    | + 1 kör             | 25       |        |
| 9       | 7    | Martin Brundle     | Brabham-Yamaha     | 43    | + 1 kör             | 16       |        |
| 10      | 14   | Olivier Grouillard | Fondmetal-Ford     | 43    | + 1 kör             | 23       |        |
| 11      | 25   | Thierry Boutsen    | Ligier-Lamborghini | 43    | + 1 kör             | 18       |        |
| 12      | 23   | Pierluigi Martini  | Minardi-Ferrari    | 42    | Váltó               | 9        |        |
| 13      | 33   | Andrea de Cesaris  | Jordan-Ford        | 41    | Motorhiba           | 11       |        |
| Kiesett | 4    | Stefano Modena     | Tyrrell-Honda      | 33    | Olajszivárgás       | 10       |        |
| Kiesett | 22   | Jyrki Järvilehto   | Dallara-Judd       | 33    | Olajnyomás          | 14       |        |
| Kiesett | 28   | Jean Alesi         | Ferrari            | 30    | Motorhiba           | 5        |        |
| Kiesett | 24   | Gianni Morbidelli  | Minardi-Ferrari    | 29    | Váltó               | 19       |        |
| Kiesett | 11   | Mika Häkkinen      | Lotus-Judd         | 25    | Motorhiba           | 24       |        |
| Kiesett | 26   | Érik Comas         | Ligier-Lamborghini | 25    | Motorhiba           | 26       |        |
| Kiesett | 5    | Nigel Mansell      | Williams-Renault   | 22    | Elektronika         | 3        |        |
| Kiesett | 29   | Eric Bernard       | Lola-Ford          | 21    | Váltó               | 20       |        |
| Kiesett | 16   | Ivan Capelli       | Leyton House-Ilmor | 13    | Motorhiba           | 12       |        |
| Kiesett | 3    | Nakadzsima Szatoru | Tyrrell-Honda      | 7     | Kicsúszás           | 22       |        |
| Kiesett | 27   | Alain Prost        | Ferrari            | 2     | Üzemanyag szivárgás | 2        |        |
| Kiesett | 15   | Maurício Gugelmin  | Leyton House-Ilmor | 1     | Motorhiba           | 15       |        |
| Kiesett | 32   | Michael Schumacher | Jordan-Ford        | 0     | Kuplung             | 7        |        |
| NK      | 30   | Szuzuki Aguri      | Lola-Ford          |       |                     |          |        |
| NK      | 34   | Nicola Larini      | Lambo-Lamborghini  |       |                     |          |        |
| NK      | 10   | Alex Caffi         | Footwork-Ford      |       |                     |          |        |
| NK      | 35   | Eric van de Poele  | Lambo-Lamborghini  |       |                     |          |        |
| NeK     | 9    | Michele Alboreto   | Footwork-Ford      |       |                     |          |        |
| NeK     | 17   | Gabriele Tarquini  | AGS-Ford           |       |                     |          |        |
| NeK     | 31   | Pedro Chaves       | Coloni-Ford        |       |                     |          |        |
| NeK     | 18   | Fabrizio Barbazza  | AGS-Ford           |       |                     |          |        |

## A világbajnokság élmezőnyének állása a verseny után
| H  | Versenyzők       | Pont | H  | Konstruktőrök    | Pont |
| -- | ---------------- | ---- | -- | ---------------- | ---- |
| 1. | Ayrton Senna     | 71   | 1. | McLaren-Honda    | 99   |
| 2. | Nigel Mansell    | 49   | 2. | Williams-Renault | 83   |
| 3. | Riccardo Patrese | 34   | 3. | Ferrari          | 35   |
| 4. | Gerhard Berger   | 28   | 4. | Benetton-Ford    | 30   |
| 5. | Nelson Piquet    | 22   | 5. | Jordan-Ford      | 13   |

## Statisztikák
Vezető helyen:
- Ayrton Senna: 28 (1-14 / 31-44)
- Nigel Mansell: 6 (15-16 / 18-21)
- Nelson Piquet: 1 (17)
- Jean Alesi: 9 (22-30)

Ayrton Senna 32. győzelme, 58. (R) pole-pozíciója, Roberto Moreno 1. leggyorsabb köre.
- McLaren 92. győzelme.

Michael Schumacher első versenye.